# NGC 6663
NGC 6663 est une galaxie spirale intermédiaire située dans la constellation de la Lyre. Sa vitesse par rapport au fond diffus cosmologique est de 6 759 ± 40 km/s, ce qui correspond à une distance de Hubble de 99,7 ± 7,0 Mpc (∼325 millions d'al). NGC 6663 a été découverte par l'astronome américain Edward Swift en 1887.
La classe de luminosité de NGC 6663 est III-IV.